# Coupe de France 1943/44
Der Wettbewerb um die Coupe de France in der Saison 1943/44 war die 27. Ausspielung des französischen Fußballpokals für Männermannschaften. In diesem Jahr meldeten 772 Teilnehmer, davon 756 Vereine und 16 regionale „Bundesauswahlen“ (Équipes Fédérales).
Vorjahressieger war Olympique Marseille, der seinen Titel diesmal aber nicht verteidigen durfte, weil für dieses eine Jahr der professionelle Fußball in Frankreich durch politische Entscheidungen abgeschafft und die gewachsenen Vereinsstrukturen zumindest der „großen Klubs“ zerschlagen worden waren.
Das Land war während des Zweiten Weltkriegs aufgeteilt in einen von Deutschland annektierten (das Elsass und Teile Lothringens), einen militärisch von der Wehrmacht besetzten (der gesamte Norden und Westen sowie die dazu auch noch unter gesonderter Verwaltung stehende nordöstliche Grenzregion) und einen „freien“ Teil, das sogenannte Vichy-Frankreich im Zentrum und dem Südosten.
Auf Weisung des Vichy-Regimes hatte der Fußballverband FFF die Coupe de France – wie in ihren Anfangsjahren – wieder Coupe Charles Simon nennen und die reguläre Spieldauer bereits ab 1941 auf 80 Minuten begrenzen müssen. Ersteres sollte verhindern, dass die deutschen Besatzer hinter der Namensgebung den Versuch witterten, damit könnten Ansprüche auf ein ungeteiltes Frankreich – wenn auch nur im Fußball – geltend gemacht werden. Letzteres hing mit den Intentionen des verantwortlichen Hohen Sportkommissars der Regierung, Colonel Joseph Pascot (der im Frühjahr 1942 Jean Borotra in diesem Amt abgelöst hatte), zusammen, den professionellen Sport unattraktiv zu machen, um ihn schließlich in Gänze abschaffen zu können.
1943/44 wurden de facto alle Profiabteilungen der Vereine aufgelöst; die Spieler, die nicht bereit waren, den Amateurstatus anzunehmen, wurden als Staatsangestellte verpflichtet – und als solche (weiter) bezahlt – und auf insgesamt 16 Regionalauswahlen (Équipes fédérales) verteilt, die nach traditionellen französischen Landschaften benannt wurden. Diese Mannschaften waren allerdings personell häufig identisch mit den Kadern der aufgelösten Klubs und nutzten auch deren Infrastruktur. Die beiden Endspielmannschaften beispielsweise bestanden im Falle Nancy-Lorraine hauptsächlich aus Spielern des FC Sochaux und der AS Lorraine Nancy, im Falle Reims-Champagne von Stade Reims und AS Troyes. Die Klubpräsidenten von Nancy und Reims, Marcel Picot bzw. Henri Germain, wurden kurzerhand zu „Organisationsleitern“ des jeweiligen Auswahlteams bestimmt. Nicht immer wuchs zusammen, was von den Regierungsbeamten zusammengefügt wurde: die AS Saint-Étienne legte lieber ihren Profistatus ab – jedenfalls offiziell –, als mit Spielern aus Lyon gemeinsam eine Équipe Fédérale zu bilden.
Immerhin mussten Meisterschaft und Landespokal in diesem Jahr nicht mehr in nach Zonen getrennten Wettbewerben ausgetragen werden. Die 16 Équipes Fédérales spielten in einer einheitlichen, zonenübergreifenden ersten Division um den (nach dem Krieg nur als inoffiziell geltenden) Meistertitel; alle weiter bestehenden Vereine traten in unterklassigen Amateurligen an. Und auch im französischen Pokal ermittelten die Mannschaften nicht erst in drei Teilwettbewerben ihren jeweiligen regionalen Sieger, die dann den Gewinner aller drei Zonen ausspielten.
Nach den auf regionaler Ebene organisierten Qualifikationsrunden wurden erst ab dem Achtelfinale die Paarungen frei ausgelost; vorher waren die Auswahlmannschaften mit zwei Ausnahmen gesetzt, mussten also nicht gegeneinander antreten, und bei Amateuren wurde eine regionale Vorauswahl getroffen. Die Spiele fanden im Regelfall auf dem Platz der Amateurvereine oder auf neutralem Platz statt. Endete eine Begegnung nach Verlängerung unentschieden, wurden solange Wiederholungsspiele ausgetragen, bis ein Sieger feststand.

## Zweiunddreißigstelfinale
Spiele am 19. Dezember, Wiederholungsmatches am 26. Dezember 1943 bzw. am 2. Januar 1944. Alle Vereine bzw. deren Spielgemeinschaften werden ohne Angabe der Ligazugehörigkeit aufgeführt, die Regionalauswahlen sind als EF kenntlich.
| - Stade Reims – Racing Club de France 3:1 - FC Sochaux-Valentigney – FC Gueugnon 3:1 - FC Toulouse – ES Audenge 2:1 - Olympique Nîmes – EF Toulouse-Pyrénées 1:4 - RCFC Besançon – EF Paris-Ile de France 2:3 - RC Lens – EF Reims-Champagne 0:2 - Stade-CAP – SC Fives 4:3 - Red Star Paris – RC Ancenis 5:1 n. V., 5:0 (a) - EF Nice-Côte d’Azur – AS Avignon 2:0 - Stade Rennes – Stade Lesneven 5:0 - Olympique Iris Club Lille – CA du XVIe Arrondissement 2:1 - AC Amiens – EF Rouen-Normandie 2:4 - Stade Enghien-Ermont – Le Havre AC 1:3 n. V., 0:2, 0:1 (a) - EF Grenoble-Dauphiné – FC Perpignan (b) - LB Châteauroux – EF Clermont-Auvergne 2:3 - AS Cannes – Lyon OU 5:2 | - Girondins AS du Port – AS Charentes 7:1 - Chamois Niort – EF Bordeaux-Guyenne 0:5 - SC Vichy – AS Saint-Étienne 0:1 - EF Paris-Capitale – ES Bully 5:1 - SCO Angers – ÉC Bordeaux 2:0 - AAJ Blois – EF Rennes-Bretagne 0:8 - EF Lille-Flandres – Olympique Saint-Denis 9:1 - FC Annecy – EF Lyon-Lyonnais 0:1 - Olympique Marseille – SO Gapençais 3:0 - USO Montpellier – EF Marseille-Provence 1:2 - US Cazères – EF Montpellier-Languedoc 2:4 - EF Nancy-Lorraine – SO Charenton 4:1 - OGC Nizza Sportsmen – FC Sète 0:0 n. V., 0:1 - Stade Orchies – Excelsior AC Roubaix 2:0 - FC Rouen – RC Arras 0:0 n. V., 1:3 - US Valenciennes – EF Lens-Artois 1:4 |

## Sechzehntelfinale
Spiele am 8., 9. und 20. Januar 1944
| - EF Toulouse-Pyrénées – FC Sochaux-Valentigney 9:1 - EF Paris-Ile de France – EF Bordeaux-Guyenne 1:3 - EF Reims-Champagne – FC Sète 3:0 - Stade-CAP – EF Lyon-Lyonnais 2:0 - EF Nice-Côte d’Azur – Olympique Marseille 2:0 - EF Rouen-Normandie – RC Arras 4:0 - AS Cannes – EF Lens-Artois 1:3 - Girondins AS du Port – EF Grenoble-Dauphiné 2:1 | - AS Saint-Étienne – Stade Reims 6:2 - EF Paris-Capitale – EF Clermont-Auvergne 3:0 - EF Rennes-Bretagne – SCO Angers 5:0 - EF Lille-Flandres – Le Havre AC 2:0 - EF Marseille-Provençe – Red Star Paris 2:1 - EF Montpellier-Languedoc – Olympique Iris Club Lille 3:2 n. V. - EF Nancy-Lorraine – Stade Rennes 7:0 - Stade Orchies – FC Toulouse 4:0 |

## Achtelfinale
Spiele am 6., Wiederholungsmatches am 13. und 17. Februar 1944
| - EF Bordeaux-Guyenne – EF Toulouse-Pyrénées 1:1 n. V., 2:1 - EF Reims-Champagne – Stade Orchies 3:1 - EF Rouen-Normandie – EF Lille-Flandres 1:0 - EF Lens-Artois – EF Marseille-Provençe 4:0 | - Girondins AS du Port – EF Nice-Côte d’Azur 3:0 - EF Paris-Capitale – EF Rennes-Bretagne 1:1 n. V., 5:1 - EF Montpellier-Languedoc – Stade-CAP 1:1 n. V., 2:1 - EF Nancy-Lorraine – AS Saint-Étienne 2:1 |

## Viertelfinale
Spiele am 5. März 1944
| - EF Bordeaux-Guyenne – EF Montpellier-Languedoc 1:0 - EF Reims-Champagne – EF Rouen-Normandie 3:1 | - EF Lens-Artois – EF Paris-Capitale 3:1 - EF Nancy-Lorraine – Girondins AS du Port 4:3 |

## Halbfinale
Spiele am 1./2., Wiederholungsmatch am 13. April 1944
| - EF Reims-Champagne – EF Lens-Artois 0:0 n. V., 2:1 | - EF Nancy-Lorraine – EF Bordeaux-Guyenne 2:1 n. V. |

## Finale
Spiel am 7. Mai 1944 im Prinzenparkstadion von Paris vor 31.995 Zuschauern
- Équipe Fédérale Nancy-Lorraine – Équipe Fédérale Reims-Champagne 4:0 (1:0)

### Mannschaftsaufstellungen
Auswechslungen waren damals nicht möglich.
Nancy-Lorraine: Roger Guérin Coulon – Lucien Rué, Jean Mathieu – Pierre Givert, Roger Magnin , Jean Grandidier – Georges Sesia, Jean Pessonneaux, Marcel Poblome, Marcel Parmeggiani, Michel Jacques
Trainer : Paul Wartel
Reims-Champagne: Alfred Dambach – Daniel Prince, Louis Carrara – Ignace, Pierre Brembilla , Henri Roessler – Jean-Louis Pradel, Albert Batteux, Pierre Flamion, André Petitfils, François Szego
Trainer : Sarkis Garabedian
Schiedsrichter: Charles Tibaldi (Paris)

### Tore
1:0 Parmeggiani (21.)

2:0 Poblome (54.)

3:0 Jacques (66.)

4:0 Poblome (74.)

### Besondere Vorkommnisse
Marcel Poblome traf in den sechs Runden insgesamt 16 Mal und war der mit großem Abstand erfolgreichste Torschütze dieses Wettbewerbs. Einen Endspielsieg mit vier Treffern Differenz hatte es erstmals im Wiederholungsspiel des Vorjahrs gegeben; 1970 wurde er einmalig überboten, ansonsten bis in die Gegenwart (2012) aber nie wieder erreicht.
Ab dem Sommer 1944, bedingt durch die Landung der Alliierten in der Normandie und deren Vorrücken durch Frankreich nach Osten – Paris war ab dem 25. August befreit –, wurden die Experimente mit den Auswahlmannschaften und der Abschaffung des Professionalismus nicht mehr ernsthaft und wirksam verfolgt. Die Coupe de France 1944/45 trugen ausschließlich Vereinsteams aus, darunter auch wieder solche mit Berufsfußballern.